# Teodato
Teodato (Thiudahad nelle lingue germaniche, Theodahatus in latino; Tauresio, 482 – 536) fu Re degli Ostrogoti dal 534 al 536. In precedenza era stato il prefetto della Tuscia.
Condivise il titolo di sovrano con la cugina Amalasunta e divenne l'unico sovrano dall'aprile del 535 fino alla sua morte nel dicembre del 536. In contrasto con il regno di Teodorico il Grande, il governo di Teodato è generalmente considerato un fallimento.

## Biografia

### Origini
Nato a Tauresium, vicino all'odierna Skopje (Macedonia), Teodato fu Duca di Tuscia e nipote di Teodorico, in quanto nato dalla sorella Amalafrida. La madre di Teodato sposò in seconde nozze il re dei Vandali Trasamondo nel 500. Sua sorella fu Amalaberga, mentre l'identità del padre rimane sconosciuta. Teodato potrebbe essere arrivato in Italia con Teodorico ed era probabilmente già in età avanzata al momento della sua ascesa al trono, dal momento che Teodorico affidò al nipote un giudizio nel 507-11 (Cassiodoro). Secondo Massimiliano Vitiello, il nome "Teodato" è un composto delle parole per "popolo" e "conflitto".
Nei suoi primi anni di vita, Teodato studiò Platone e altri filosofi greci e accumulò una considerevole ricchezza attraverso acquisizioni di proprietà nella Tuscia, talvolta impiegando metodi violenti. In seguito fu costretto a risarcire i cittadini per la terra che aveva sequestrato dopo che un inviato bizantino, mandato dalla regina Amalasunta - che governava da reggente al posto del figlio - arrivò a Roma e Ravenna. Le cronache di Procopio raccontano che Amalasunta spedì lettere all'imperatore bizantino Giustiniano, chiedendo il suo sostegno per il suo governo e affrontando i tentativi di Teodato di vendere la terra che aveva acquisito ai nobili bizantini e persino allo stesso Giustiniano. Teodato aveva una moglie e tre figli: due maschi, tra cui Teudiselo, e una femmina di nome Teodenante, entrambi menzionati negli scritti di Procopio.

### Successione
Sebbene Teodato nacque nell'alta nobiltà del Regno ostrogoto, sembra che non fosse mai stato considerato un possibile erede al trono da Teodorico. Tale valutazione, condivisa dagli storici, è evidenziata dalla sua mancanza di esperienza sul campo di battaglia. Inizialmente liquidata come calunnia da Procopio, questa valutazione ha successivamente ottenuto sostegno accademico.
La cugina di Teodato, Amalasunta, governò come reggente per dieci anni in nome di suo figlio Atalarico e continuò a regnare dopo la sua morte. La sua posizione filo-bizantina e il suo genere la resero oggetto di opposizione da parte di numerosi nobili ostrogoti, alcuni dei quali furono giustiziati per presunti complotti contro di lei. Per rafforzare la propria posizione, Amalasunta nominò Teodato co-monarca; prima di tale nomina, egli dovette giurare fedeltà a lei e contrarre matrimonio all'interno della linea di successione, allineandosi con l'Imperatore Giustiniano I.
Amalasunta sperava di riabilitare la reputazione di Teodato in seguito alle controverse acquisizioni terriere nella Tuscia, sollecitando il Senato romano a riconoscerlo come un proprietario terriero capace di contribuire alla prosperità del regno. Tuttavia, i suoi sforzi ottennero risultati contrastanti: mentre Amalasunta faticava a guadagnare sostegno a causa del suo genere e dei legami con Costantinopoli, Teodahad rimase impopolare tra la nobiltà.
Amalasunta dovette anche preparare Teodato alle responsabilità della regalità, poiché non era stato istruito per il trono dal suo predecessore Teodorico. La scarsa propensione di Teodato nell'apprendere le nozioni di governo suggeriva che fosse restio ad assumere il ruolo di monarca.
Accortasi della sua smodata sete di potere, Amalasunta cercò di fuggire a Bisanzio, ma Teodato la catturò e la fece esiliare e uccidere sul lago di Bolsena. In risposta alla sua morte, l'imperatore Giustiniano I avviò azioni militari in Sicilia, segnando l'inizio della guerra greco-gotica.

### Guerra gotica

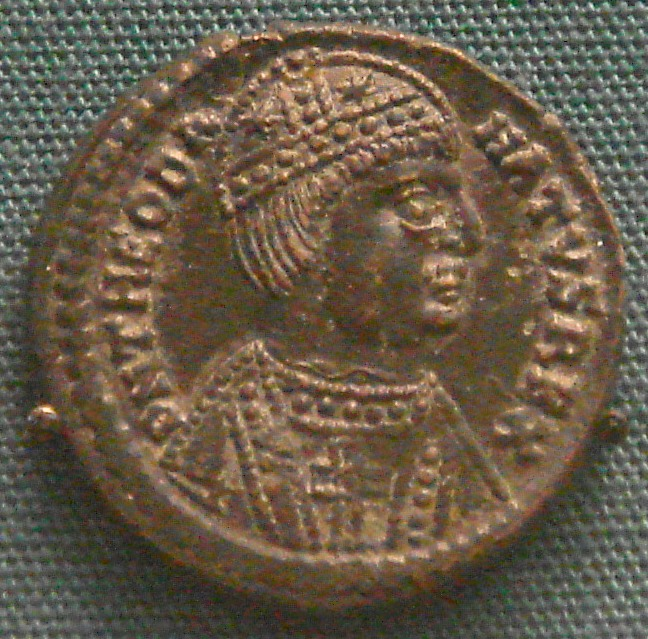
Moneta di Teodato (534–536), coniata a Roma. È raffigurato con i baffi da barbaro.

Dopo la morte di Amalasunta, l'imperatore Giustiniano colse l'opportunità di invadere la Sicilia, conquistandola rapidamente nella speranza di riunire gli Imperi Romani d'Oriente e d'Occidente. In risposta, Teodato cercò di negoziare la pace con gli inviati di Giustiniano prima che l'invasione iniziasse, sperando di assicurarsi la libertà vendendo potenzialmente il regno.
Giustiniano inviò uno dei suoi comandanti più capaci, Belisario, per conquistare l'Italia da Teodato e dagli Ostrogoti. Impreparato alle esigenze della guerra a causa della sua mancanza di esperienza e conoscenza, Teodato faticò a organizzare una difesa efficace.
Il genero di Teodato, Ebremud, fu inviato ad affrontare Belisario, ma disertò le forze gotiche al suo arrivo. Teodato non riuscì a rafforzare i suoi eserciti dopo aver avviato i negoziati con Costantinopoli. Mentre si rifugiava nelle città di Ravenna e Roma, cresceva il malcontento tra i Goti per la sua inadeguata preparazione alla guerra e il rifiuto di aiutare la città assediata di Napoli. Questo scontento portò all'elezione di un nuovo re, Vitige, un ex generale già al servizio di Teodorico il Grande.
Appresa l'elezione di Vitige, Teodato tornò a Ravenna nel tentativo di riprendere il controllo e mettersi al sicuro dalle forze bizantine in avvicinamento. Durante questa ritirata, Vitige inviò un goto di nome Optari per catturare o uccidere Teodato. Optari, che nutriva rancori personali verso Teodato a causa delle sue azioni verso una donna che Optari aveva corteggiato, riuscì a uccidere Teodato. Dopo la morte di Teodato, Vitige fu proclamato re degli Ostrogoti.
Dopo l'assassinio del padre, è possibile che la figlia Teodenante si sia ritirata in una villa di campagna situata a Genazzano, sotto la chiesa e il convento di San Pio, che era rivendicata come proprietà degli imperatori romani. Nella chiesa di San Nicola, nel piccolo comune di Genazzano a est di Palestrina, è murata un'iscrizione frammentaria in versi, donata dalla presunta figlia di Teodato, di nome Flavia Amala Amalafrida Teodenanda. Il componente del nome Amalafrida si riferisce alla sorella di Teodorico il Grande, che aveva lo stesso nome ed era la madre di Teodato.
Procopio di Cesarea ha lasciato un ritratto di Teodato profondamente negativo: egli viene descritto come un principe avido e codardo, impopolare sia tra l'elemento romano sia tra quello goto.

## Teodato nella letteratura
Un ritratto di Théodat si trova nell'articolo su Amalasunta in Femmes Illustres di Madeleine de Scudéry del 1652.
Teodatto è uno dei personaggi principali della tragedia storica di Philippe Quinault, Amalasunta, scritta nel 1658, in cui i ruoli sono invertiti: Amalasunta è la carnefice e Teodatto la vittima.
Thomas Corneille scrisse la tragedia Teodato nel 1673, in cui ritrae un personaggio generoso, coraggioso e amorevole, distorgendo la storia per compiacere il pubblico. In questo modo riabilitò quest'uomo la cui memoria era offuscata da una personalità odiosa, un principe assassino, traditore e codardo, Thomas Corneille lo fece diventare un principe senza macchia, un uomo di cuore.
Teodato è presente nel romanzo storico del 1876 di Felix Dahn Ein Kampf um Rom. Nel racconto, è raffigurato come debole e sottomesso alla moglie, Gothelinda, che è presentata come la vera orchestratrice dell'omicidio di Amalasunta.
Teodato appare anche, sotto il nome di "Thiudahad", nel romanzo di ucronico del 1939 di L. Sprague de Camp L'abisso del passato.